# Claudia Marcella die Jüngere
Claudia Marcella die Jüngere (lateinisch Claudia Marcella Minor) (* um 39 v. Chr.) war eine römische Adlige.

## Leben
Claudia Marcella Minor (= die Jüngere) erhielt in der modernen Literatur den Beinamen Minor, um sie von ihrer gleichnamigen älteren Schwester Claudia Marcella Maior unterscheiden zu können. Beide waren Töchter des Gaius Claudius Marcellus und der Octavia Minor, der Schwester des Kaisers Augustus.
Claudia Marcella Minor, die erst nach dem Tod ihres Vaters zur Welt kam, ging möglicherweise zuerst eine Ehe mit einem Ignotus, d. h. einem Unbekannten, ein. Dann heiratete sie Paullus Aemilius Lepidus, wohl den Suffektkonsul des Jahres 34 v. Chr., der beträchtlich älter als sie war. Ihm gebar sie den Paullus Aemilius Regillus. Nach dem Tod ihres Gatten vermählte sie sich mit dem Konsul des Jahres 12 v. Chr., Marcus Valerius Messalla Appianus († 12 v. Chr. im Amt) und bekam mit ihm folgende Kinder:
- Marcus Valerius Messala Barbatus, der Vater der Valeria Messalina, der dritten Gattin des Kaisers Claudius.
- Claudia Pulchra, die 3. Ehefrau von Publius Quinctilius Varus, den großen Verlierer der Varusschlacht.

Zahlreiche Inschriften der Sklaven und Freigelassenen der Claudia Marcella sind in einem Grabmal bei Rom erhalten.